# 2-メチル-2-ブタノール
2-メチル-2-ブタノール(2-Methyl-2-butanol)はペンチルアルコール（アミルアルコール）の構造異性体の一つ。tert-アミルアルコール(tert-amyl alcohol)、アミレン水和物(amylene hydrate)の呼称もある。無色透明の液体で、ペパーミントもしくはショウノウの強い芳香を持つ。

## 医学的性質
ヒトでは、経口または吸入による摂取によりエタノールと同様な抗不安薬、睡眠薬、抗てんかん薬としての効果があり、以前は医療現場で用いられていた。これらの効果は2,000-5,000 mgの服用で発現し、一般的なエタノールの約20倍の効力がある。睡眠薬としての効力は抱水クロラールとパラアルデヒドの中間である
。

## 構造
2-メチル-2-ブタノールはエトクロルビノールやメパルフィノールと似た構造を持つ。これらは穀物の発酵の副産物であり、ホップにも存在する。

## 代謝
ヒトでは、グルクロン酸抱合を経て代謝され、2,3-ジヒドロキシ-2-メチルブタンへと酸化される。

## 危険性
過剰摂取により急性アルコール中毒と似た症状が現れる。

## 脚註
1. ↑  IUPAC名
2. ↑  Coblentz, Virgil. The Newer Remedies: A reference manual for physicians, pharmacists, and students. 1899.
3. ↑  H.C. Wood & R.M. Smith. Therapeutic Gazette - A monthly journal of physiological and clinical therapeutics. Vol 3, 1887.
4. ↑  Robert A. Lewis. Lewis' Dictionary of Toxicology, 1998
5. ↑  Hans Brandenberger & Robert A. A. Maes. Analytical Toxicology for Clinical, Forensic and Pharmaceutical Chemists, 1997
6. ↑  D.W. Yandell et al., "Amylene hydrate, a new hypnotic." The American Practitioner and News, Vol. 5, 1888.
7. ↑  F.A. Castle & C. Rice. The American Druggist - An illustrated monthly journal. Vol. XVII, 19 Jul 1889.
8. ↑  George Milbry Gould & R J E Scott. "The Practitioner's Medical Dictionary", 1910
9. ↑  Collins, A., Sumner, S., Borghoff, S., and Medinsky, M. (1999). A physiological model for tert-amyl methyl ether and tert-amyl alcohol: Hypothesis testing of model structures. Toxicol. Sci. 49, 15–28.